# Charles Émile Egli
Pour les articles homonymes, voir Egli (homonymie).
Charles-Émile Egli dit Carlègle est un graveur, illustrateur et peintre suisse naturalisé français, né le 30 mars 1877 à Aigle (Suisse) et mort à Paris (France) le 9 novembre 1937.

## Biographie
Charles Émile Egli naît le 30 mars 1877 à Aigle, en Suisse,,.
À partir de 1895, il fréquente, et ce durant quatre ans, l'école des arts industriels de Genève, dans la classe d'Alfred-Louis Martin, avant de partir pour Paris où il arrive en 1900. Il a une belle pratique de la xylographie et s'en sert pour vendre des illustrations à des périodiques.
Sous le nom de « Carlègle », il illustre des journaux satiriques tels que L'Assiette au beurre, Le Rire, Demain ou La Vie parisienne, mais aussi L'Illustration, Cocorico, Fantasio, et de nombreux livres et textes, classiques ou contemporains comme La Fontaine, Ronsard, Verlaine, Henri de Régnier, etc.
À compter de 1905, il commence à publier des albums de gravures comme L'Automobile 217-UU, et Une histoire qui finit mal. En 1908, il commence à réaliser des illustrations destinées à des ouvrages. En 1909, il participe à des expositions internationales de dessinateurs humoristiques (Paris, Copenhague). Sa production ne faiblit pas dans les années 1920, et il reste à la fois chic et populaire, produisant pour la Gazette du Bon Ton et La Vie Parisienne.
Charles Émile Egli meurt dans le 13e arrondissement de Paris le 9 novembre 1937.

## Œuvres

### Livres illustrées par des gravures sur bois

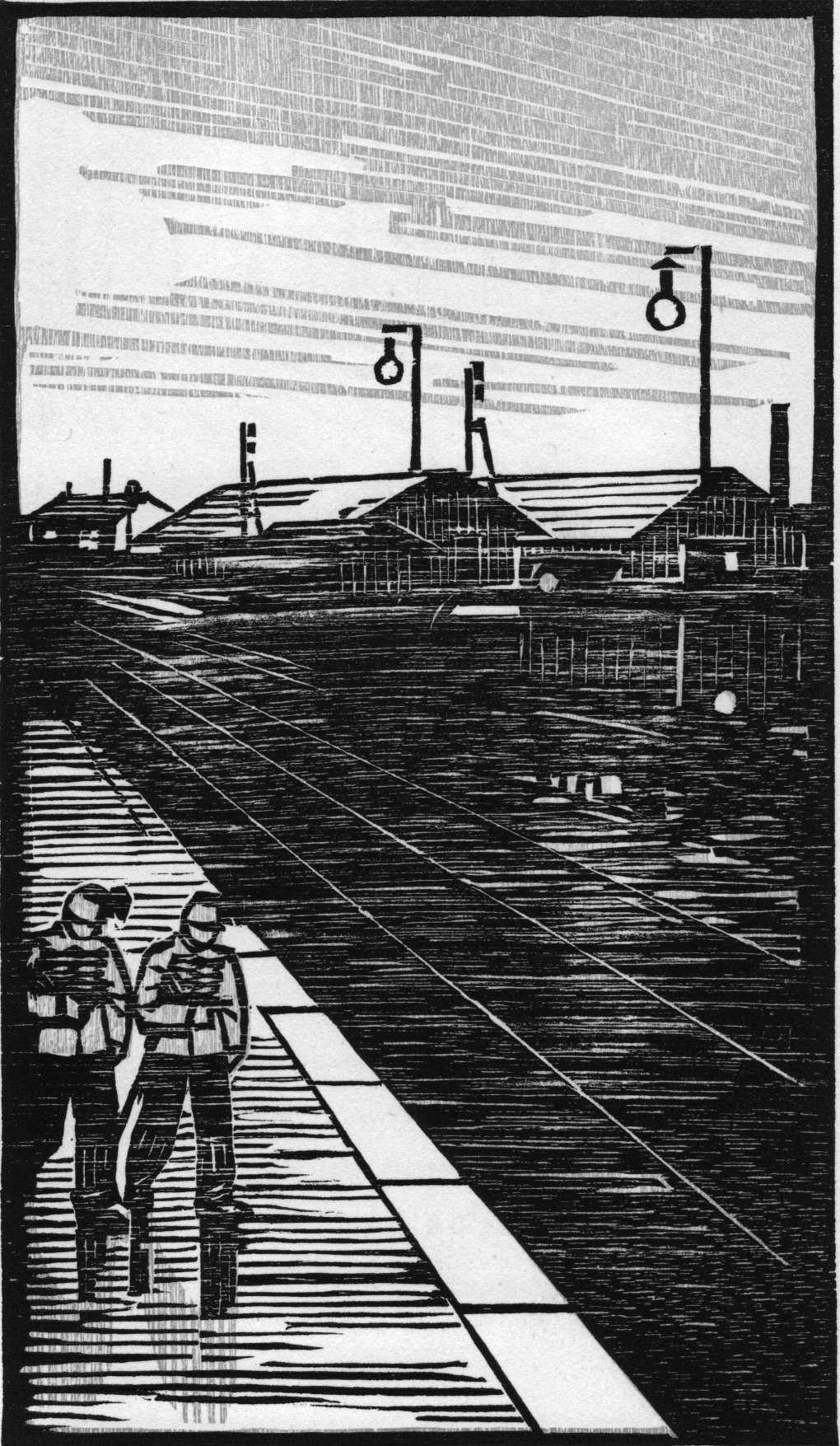
Frontispice pour Le Train de de Courteline (1917).

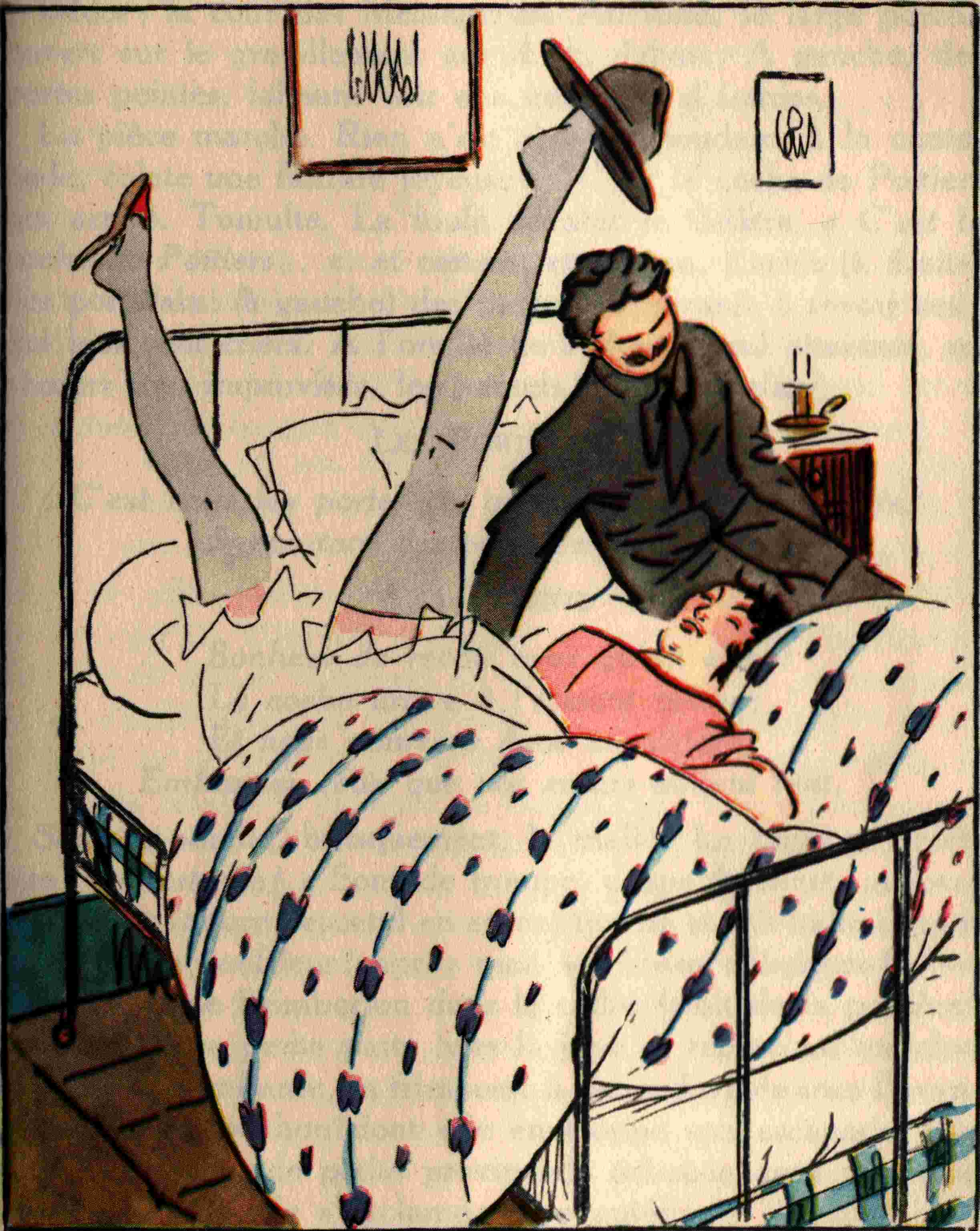
Illustration des Linottes.

- Les Aventures du Roi Pausole de Pierre Louÿs, une première fois chez Fayard (« Modern-Bibliothèque ») en 1908, une seconde fois (avec illustrations différentes) chez Briffaut en 1924[8]
- Les Linottes de Georges Courteline, Paris, Éditions littéraires de France, 1912. Voir sur Wikisource :
- Carnet d'un Combattant de Paul Tuffrau, Payot ; paru en 1917, sous le pseudonyme de lieutenant E.R., avec 64 dessins à la plume.
- Frontispice de la revue L'Encrier, fondée par Roger Dévigne en mai 1919.
- « La Petite Fille aux Papillotes », bois taillé original paru dans le no 6 de la revue L'Encrier (15 octobre-15 novembre 1919).
- Daphnis et Chloé de Longus, chez Léon Pichon, 1919.
- Le Train de 8 h 47 de Georges Courteline, Paris, Société littéraires de France.
- Le cheval magique, poèmes de Roger Dévigne, vignettes et culs-de-lampe par Bernard Bécan et Carlègle, L'Encrier, Paris, 1924.
- Mon Amie Nane de Paul-Jean Toulet, 18 gravures sur bois originales, Paris, Léon Pichon, 1925.
- Des riens..., chez Mornay, de Gabriel Soulages, 1926.
- Contes et nouvelles, de Jean de La Fontaine, chez Xavier Havermans, 4 vol., 1927.
- Monseigneur le Vin, Livre Quatrième, sur l'Anjou-Touraine, Alsace, Champagne..., texte de Georges Montorgueil, Etablissements Nicolas, Paris, 1927[9].
- Lysistrata d'Aristophane, Paris, Éditions Briffaut, 1928[10].
- Maxime de Duvernois, chez Babou en 1929.
- Graffitis d'amour, chez Mornay, de Gabriel Soulages, 1931.
- Le Sopha de Crébillon, chez Mornay, en 1933.
- Le malheureux petit voyage, de Gabriel Soulages, chez Valère (Paris), 1936[11].
- La Maison Tellier, de Maupassant, Paris, F. Ferroud, 1936[12].
- Nudité de Colette, La Mappemonde, publié en 1943 (après sa mort).
- L'Arlequin aux Jacinthes de Maurice Venoize, chez Boivin et Cie, sans date de parution.

### Lithographies

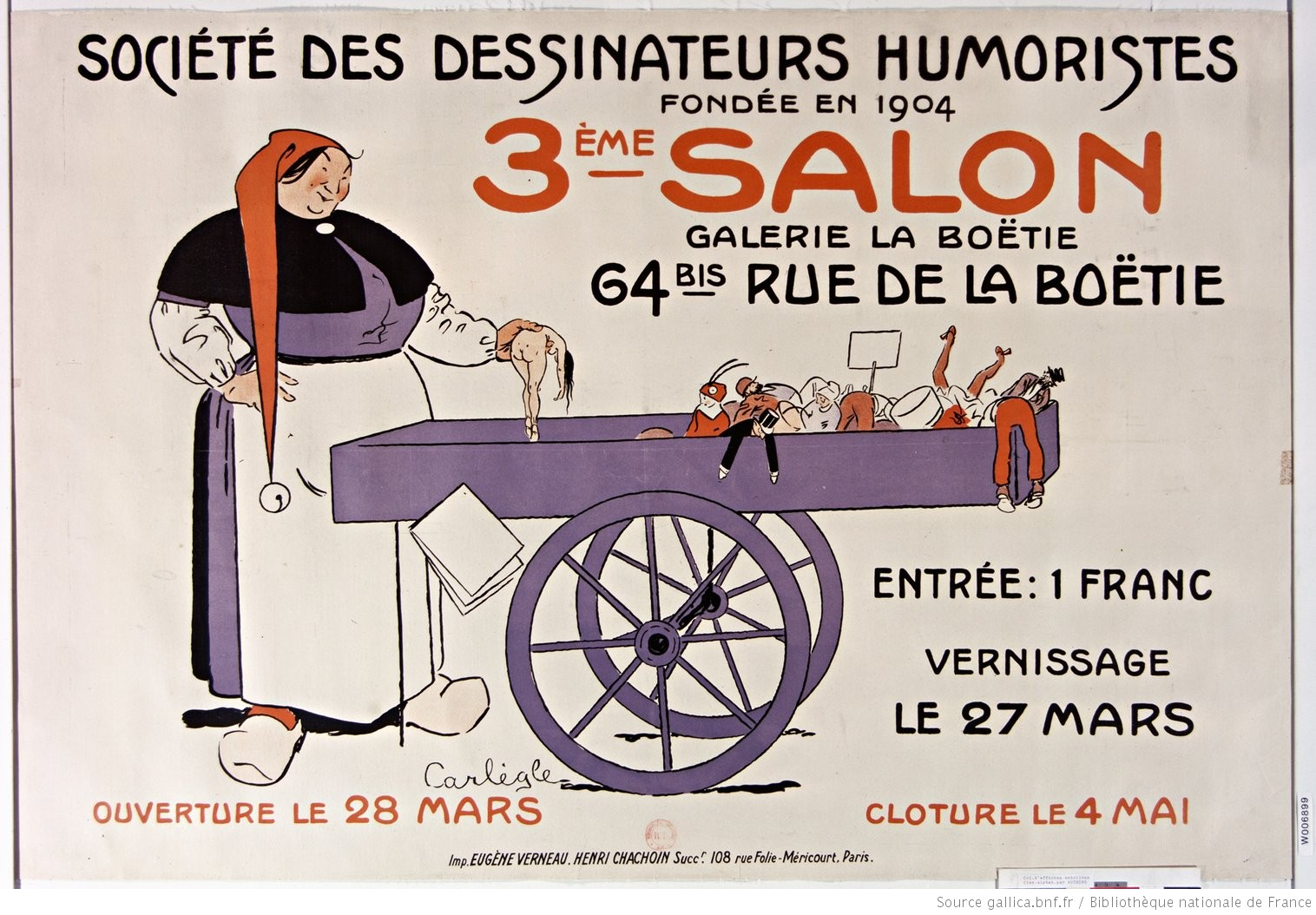
Affiche du 3e salon de la Société des dessinateurs humoristes (1906), litho

- Affiche du 3e salon de la Société des dessinateurs humoristique (1906).